# Bistum Nakhon Sawan
Das Bistum Nakhon Sawan (lat.: Dioecesis Nakhonsauanensis, Thai: สังฆมณฑลนครสวรรค์) ist eine in Thailand gelegene römisch-katholische Diözese mit Sitz in Nakhon Sawan.

## Geschichte
Das Bistum Nakhon Sawan wurde am 9. Februar 1967 durch Papst Paul VI. mit der Apostolischen Konstitution Officii Nostri aus Gebietsabtretungen des Erzbistums Bangkok als Bistum Nakhorn-Sawan errichtet und dem Erzbistum Bangkok als Suffraganbistum unterstellt. Das Bistum Nakhorn-Sawan wurde am 2. Juli 1969 in Bistum Nakhon Sawan umbenannt.
Es umfasst die Provinzen Chai Nat, Kamphaeng Phet, Lop Buri, Nakhon Sawan, Saraburi, Sukhothai, Tak, Uthai Thani und Uttaradit.

## Ordinarien
- Michel-Auguste-Marie Langer MEP, 1967–1969
- Joseph Banchong Aribarg, 1976–1998
- Louis Chamniern Santisukniram, 1998–2005, dann Erzbischof von Thare und Nonseng
- Francis Xavier Kriengsak Kovitvanit, 2007–2009, dann Erzbischof von Bangkok
- Joseph Pibul Visitnondachai, 2009–2024
- Paul Tawat Singsa, seit 2024